# Canthydrus angustus
Canthydrus angustus is een keversoort uit de familie diksprietwaterkevers (Noteridae). De wetenschappelijke naam van de soort werd in 1957 gepubliceerd door Félix Guignot.